# IN-OUT
『IN-OUT』（イン - アウト）は、韓国の6人組男性アイドルグループASTROのメンバーであるMOON BINとYOON SAN-HAによるユニット「MOONBIN & SANHA」の1stミニアルバムである。2020年9月18日にKakaoMよりリリースされた。

## 概要
所属事務所のFantagioは、8月14日にNewsenに「9月中の発売を目標にMOON BINとYOON SAN-HAのユニットアルバムを準備している」と明らかにした。「悪い記憶は消えて（FADE OUT）、良い記憶は鮮明になる（FADE IN）」という治癒のメッセージを込めたアルバムであり、タイトル曲の「Bad Idea」は、ドラムとベース、ギターサウンドが合わさったシンプルなメロディーの中で、ムンビンとサナの繊細ながら強烈なボーカルが耳を魅了させる曲である。

## プロモーション
8月21日、ユニット結成を知らせるユニットカミングアップティーザーが公開された。発売日と共に予告イメージに込められた「Don't be afraid, Bad memories will fade out（心配するな、悪い記憶は消える）」というメッセージが表示された。ムンビンのイニシャル「M」とユン・サナのイニシャル「S」が互いにつながって新たに無限のマークを完成させるという意味を込めたロゴも公開された。
8月26日、事前プロモーション日程が盛り込まれたポスターが公開された。トラックリスト、ティザーイメージ、ハイライトメドレーなどニューアルバムの様々なコンテンツが公開され、目を閉じたサナと、サナを抱きしめながら見つめるムンビンの姿が描かれた。
9月1日、「夢幻的なだるさ」が表現された「FADE IN」バージョンのティーザーイメージが公開された。
9月3日、コンセプトのティーザー「サナバージョン」の画像を公開した。「I’m afraid bad dream would become real（悪い夢が現実になるか怖い）」というメッセージを秘めている。
9月8日、9日、ユン・サナとムンビンそれぞれのバージョンのキャラクターティーザー映像が公開された。
9月11日、タイトル曲「Bad Idea」のミュージックビデオトレーラーが公開された。意味深いサウンドと映画のような映像美が合わさり息詰まる緊張感が表現されており、レーザーやガラスの破片などに包まれ困惑している姿を見せた。
9月25日、タイトル曲「Bad Idea」のパフォーマンスバージョンのミュージックビデオが、サプライズ公開された。

## 収録曲
| #         | タイトル           | 作詞                                                    | 作曲 | 編曲                                        | 時間  |
| --------- | ------------------ | ------------------------------------------------------- | --- | ------------------------------------------- | ----- |
| 1.        | 「Eyez On U」      | JQ, 공, 미리 무 (Makeumine works), 박수빈 (Jam Factory) | Jan Baars（THE HUB）, Rajan Muse（THE HUB）, Jacob Aaron（THE HUB）, Charlotte Wilson（THE HUB）, Frankie Day（THE HUB）, THE HUB 88（THE HUB） | Jan Baars（THE HUB）, Rajan Muse（THE HUB） | 03:36 |
| 2.        | 「Bad Idea」       | G-high, 윤종성（MonoTree）, Matthew Tishler             | G-high, 윤종성（MonoTree）, Matthew Tishler | G-high, 윤종성（MonoTree）                  | 03:18 |
| 3.        | 「Alone」          | VERMILION FRAME                                         | VERMILION FRAME | VERMILION FRAME                             | 03:41 |
| 4.        | 「All I Wanna Do」 | Sonny, HAE, Stally                                      | HAE, Stally, Sonny | HAE, Stally                                 | 03:08 |
| 5.        | 「Dream Catcher」  | 최평, 빈트（VINT）                                      | 최평, 빈트（VINT） | 최평, 빈트（VINT）                          | 03:46 |
| 合計時間: | 合計時間:          | 合計時間:                                               | 合計時間: | 合計時間:                                   | 17:29 |

## スタッフ
- 박해선 – エグゼクティブ・プロデューサー
- 오광수 – エグゼクティブ・スーパーバイザー
- 이연 – エグゼクティブ・ディレクター
- 우청림 – マネージング・ディレクター
- 정은지 – アルバム製作、コンテンツ企画
- 이지윤, 황한나 – A&R
- 서민재, 박정현, 노태윤, 황예준, 이준규 조민성, 김향진, 남종길 – アーティストマネジメント
- 문지현, 권 규리, 정혜윤 – カスタマーリレーションシップマネジメント
- 이진경, 홍진, 호설 – グローバルビジネス
- 윤효정, 임다혜 – ビデオコンテンツ制作
- 이현진, 김은솔, 방보미 – メディア企画
- 황서란, 조남희 – 広告事業
- 조민설 – マーチャンダイジング
- 임우현, 윤 보람, 노인홍, 강유진, 이태혁, 오수창 – 財務管理
- Brian U, 강선영, 김예지, Stally, 곽정신, 정모연 – レコーディング
- 윤원권, 박철근, 오형석, 고현정 – ミキシング
- 권남우 – マスタリング
- 박종하 – 写真撮影
- 신현식 – コンセプト写真
- Junwoo Lee – ミュージック・ビデオ監督
- ambience – 制作プロダクション
- Downy Jung – ミュージック・ビデオ・エグゼクティブ・プロデューサー
- AP, 정완, 이한솔 – 振付
- 정윤경, Assist. 강신혜 – スタイリスト
- 박미형, 박성희 – ヘアメイクアーティスト
- 정보영, 김도연 – メイクアップアーティスト
- 나래 , 정해진 – アルバムデザイン、アートワーク（英語版）
- YEIN ART – 印刷

### Eyez On U
- 강태우 – コーラス
- Brian U – レコーディング
- 윤원권 – ミキシング
- 권남우 – マスタリング

### Bad Idea
- 윤종성 – キーボード
- 이태욱 – ギター
- G-high – ベース
- 조형원 – コーラス
- 강선영 – レコーディング
- 박철근 – ミキシング
- 권남우 – マスタリング

### Alone
- 진주（VERMILION FRAME） – キーボード、ピアノ
- Ondine（VERMILION FRAME） – エレクトリックピアノ
- 진주（VERMILION FRAME） – ドラム、ベース
- 이안킴 – コーラス
- 김예지 – レコーディング
- 오형석 – ミキシング
- 권남우 – マスタリング

### All I Wanna Do
- Chiic, HAE – ギター
- Sonny – コーラス
- Stally – レコーディング
- 고현정 – ミキシング
- 권남우 – マスタリング

### Dream Catcher
- 안지훈 – ギター
- 구본암 – ベース
- 강태우 – コーラス
- 곽정신, 정모연 – レコーディング
- 윤원권 – ミキシング
- 권남우 – マスタリング

## チャート
「iTunes K-POP Album Chart」でアルゼンチン、ブラジル、チリの3カ国1位のみならず、同じチャートで香港、ルーマニアなど12カ国でTOP5以内に名前があがった。また、発売1日で「Top Music Album Chart」でマレーシア、タイ、香港で1位を占めた後、タイトル曲「Bad Idea」で上位圏に上がった。GAONチャート週間小売店では、アルバムチャート2位を獲得した。
オリコンでは、週間洋楽アルバムチャートで1位（10月5日付）、週間アルバムチャートで9位（10月5日付）、週間合算アルバムチャート10位（10月5日付）を獲得した。